# Coupe continentale de combiné nordique 2020
Navigation
2019 2021
La Coupe continentale de combiné nordique 2020 est la douzième édition de la Coupe continentale, compétition de combiné nordique organisée annuellement depuis 1991. Il s'agit de la compétition internationale de second niveau derrière la coupe du monde qui est également organisée par la fédération internationale de ski. Pour la troisième fois, une compétition féminine est organisée.
Elle se déroule du 13 décembre 2019 au 15 mars 2020 :
- en 13 épreuves féminines disputées lors de 5 étapes ;
- en 20 épreuves masculines disputées lors de 8 étapes.

La compétition féminine est remportée par l'Américaine Tara Geraghty-Moats. La compétition masculine voit la victoire de l'Allemand Jakob Lange.

## Organisation de la compétition

### Programme et sites de compétition
Cette Coupe continentale débute Park City (États-Unis d'Amérique).
Suivent deux étapes en Allemagne (Oberwiesenthal et Klingenthal) où ne sont organisées que des épreuves masculines. Ensuite, deux courses sont programmées en Norvège, à Rena, celles-ci en même temps que la compétition féminine.
L'étape suivante, exclusivement masculine, a lieu à Planica (Slovénie).
Suit, comme lors de la saison précédente, une étape féminine à Otepää (Estonie), début février, en même temps que la coupe du monde masculine.
Des épreuves féminines et masculines sont ensuite organisées à Eisenerz (Autriche), où se déroulera pour la première fois de l'histoire de la compétition une épreuve mixte par équipes.
Une étape masculine se déroule à Lahti (Finlande) et, comme la saison précédente, les compétitions féminine et masculine se termine en Russie, à Nijni Taguil.

### Format des épreuves
Le calendrier prévoit des épreuves individuelles, deux mass-start et une épreuve mixte par équipes, ce qui est une première dans l'histoire de la compétition.

#### Gundersen
Lors d'un Gundersen, les athlètes exécutent premièrement un saut sur un tremplin suivi d’une course de ski de fond de 5 km. À la suite du saut, des points sont attribués pour la longueur et le style. Le départ de la course de ski de fond s'effectue selon la méthode Gundersen (1 point = 4 secondes), le coureur occupant la première place du classement de saut s’élance en premier, et les autres s’élancent ensuite dans l’ordre fixé. Le premier skieur à franchir la ligne d’arrivée remporte l’épreuve.

#### Mass-start
Lors d'une mass-start, c'est l'inverse : les coureuses s'élancent en même temps sur le parcours de fond, et c'est leur classement à l'arrivée qui est converti en points ; à ces premiers viendront s'additionner ceux acquis lors de l'épreuve de saut, qui se déroule dans un deuxième temps. L'athlète ayant le plus de points gagne l'épreuve.

#### Points
Dans les tous les courses, les trente premiers athlètes à l'arrivée marquent des points suivants la répartition suivante :
| Place  | 1er | 2e | 3e | 4e | 5e | 6e | 7e | 8e | 9e | 10e | 11e | 12e | 13e | 14e | 15e | 16e | 17e | 18e | 19e | 20e | 21e | 22e | 23e | 24e | 25e | 26e | 27e | 28e | 29e | 30e |
| ------ | --- | -- | -- | -- | -- | -- | -- | -- | -- | --- | --- | --- | --- | --- | --- | --- | --- | --- | --- | --- | --- | --- | --- | --- | --- | --- | --- | --- | --- | --- |
| Points | 100 | 80 | 60 | 50 | 45 | 40 | 36 | 32 | 29 | 26  | 24  | 22  | 20  | 18  | 16  | 15  | 14  | 13  | 12  | 11  | 10  | 9   | 8   | 7   | 6   | 5   | 4   | 3   | 2   | 1   |

### Dotation financière
Les sommes suivantes sont versées aux athlètes après chaque course :
| Place                | 1er | 2e  | 3e  | 4e  | 5e  | 6e |
| -------------------- | --- | --- | --- | --- | --- | -- |
| Épreuve individuelle | 500 | 400 | 300 | 150 | 100 | 50 |

## Compétition

### Déroulement de la compétition

#### Eisenerz

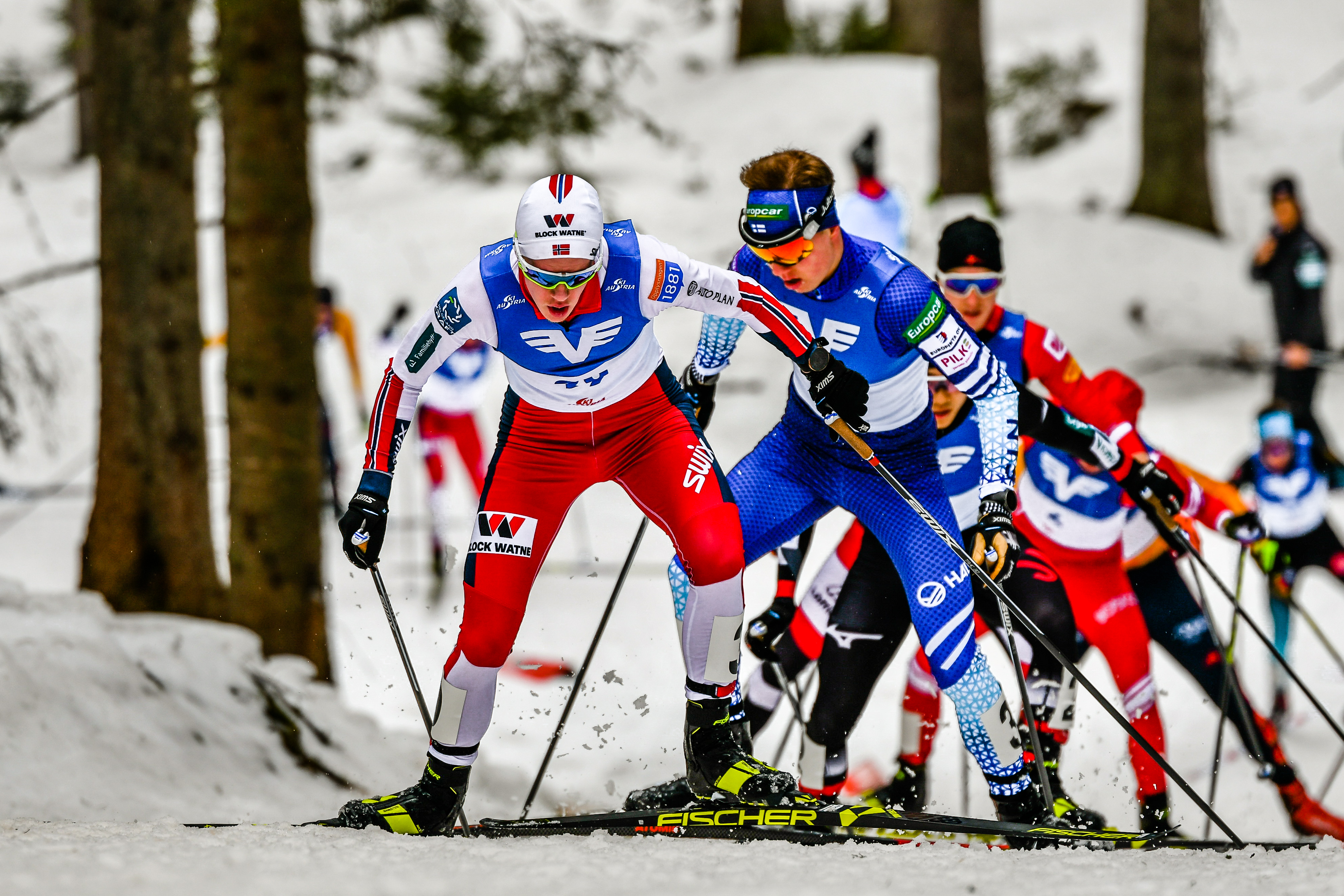
Coupe continentale de combiné nordique 2020 à Eisernez avec Aleksander Skoglund en tête, et Arttu Mäkiaho. Février 2020.
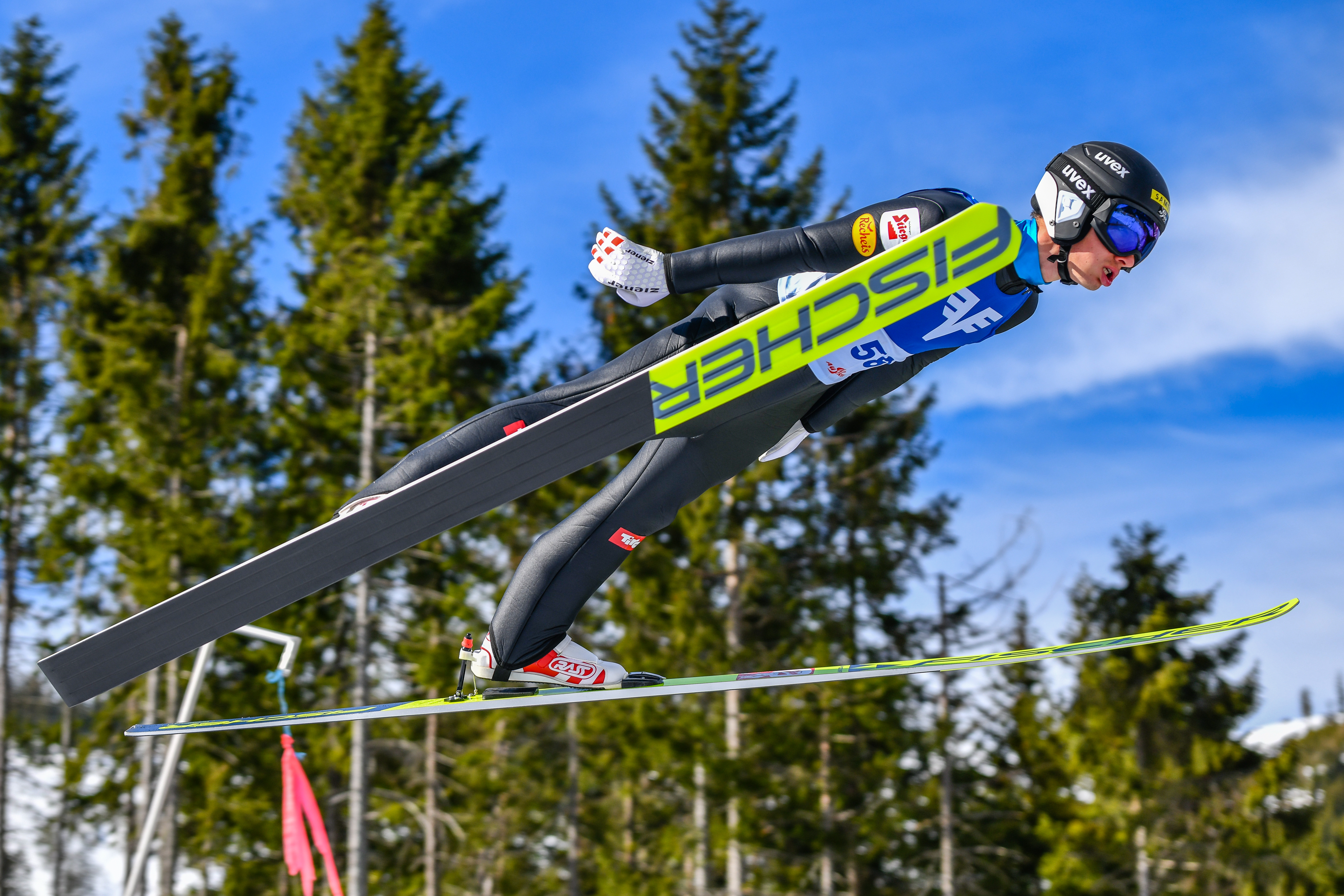
Coupe continentale de combiné nordique 2020 à Eisernez avec Manuel Einkemmer en vol. Février 2020.
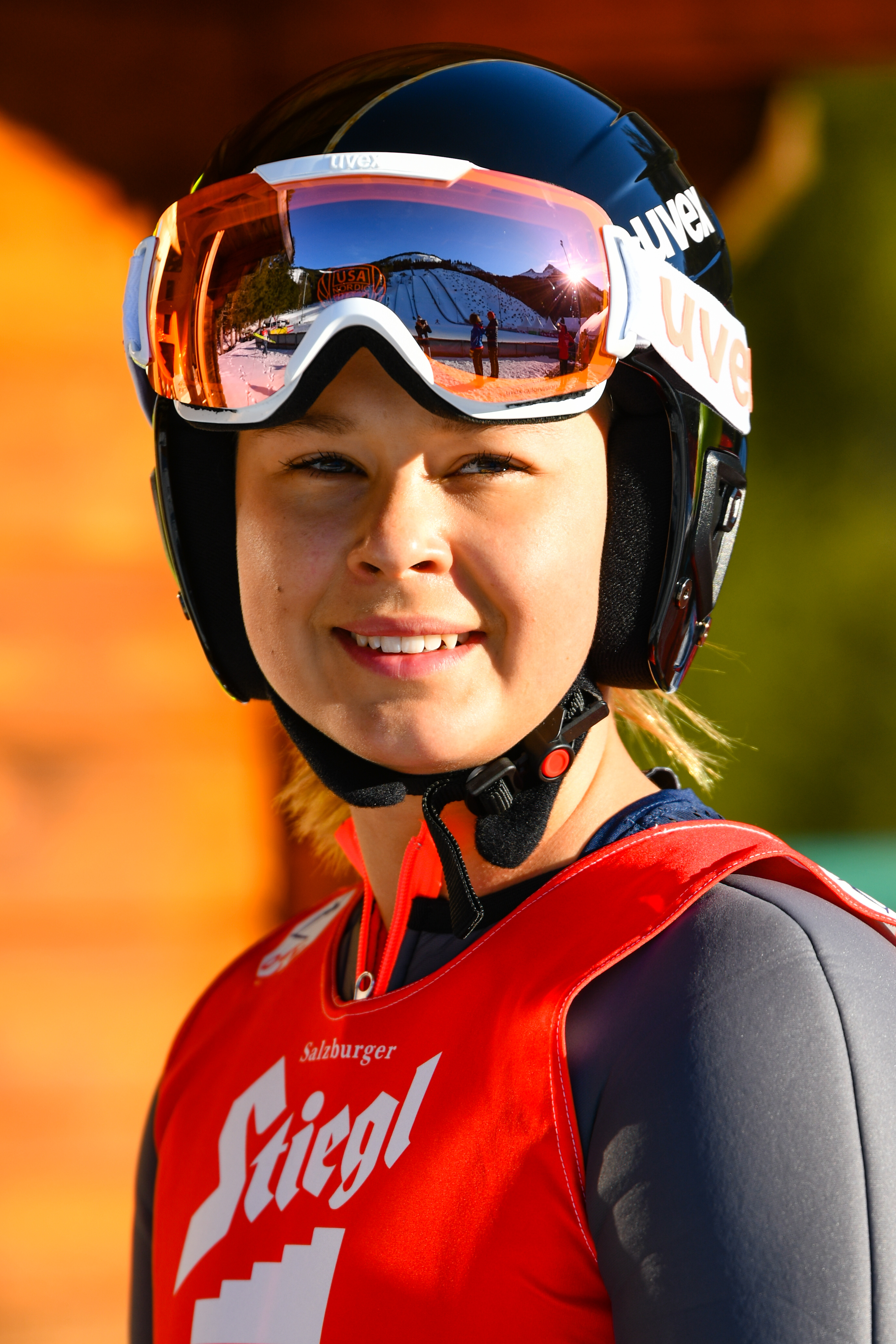
Annika Malacinski, américaine, participante de la coupe continentale à Eisernez. Février 2020.

## Classement général

### Individuel
| Rang | Nom | Points |
| ---- | --- | ------ |
| 01   |     |        |
| 02   |     |        |
| 03   |     |        |
| 04   |     |        |
| 05   |     |        |
| 06   |     |        |
| 07   |     |        |
| 08   |     |        |
| 09   |     |        |
| 10   |     |        |
| 11   |     |        |
| 12   |     |        |
| 12   |     |        |
| 14   |     |        |
| 15   |     |        |
| 16   |     |        |
| 17   |     |        |
| 18   |     |        |
| 19   |     |        |

| Rang | Nom | Points |
| ---- | --- | ------ |
| 01   |     |        |
| 02   |     |        |
| 03   |     |        |
| 04   |     |        |
| 05   |     |        |
| 06   |     |        |
| 07   |     |        |
| 08   |     |        |
| 09   |     |        |
| 10   |     |        |
| 11   |     |        |
| 12   |     |        |
| 12   |     |        |
| 14   |     |        |
| 15   |     |        |
| 16   |     |        |
| 17   |     |        |
| 18   |     |        |
| 19   |     |        |

### Coupe des Nations
Le classement de la Coupe des nations est établi à partir d'un calcul qui fait la somme de tous les résultats obtenus par les athlètes d'un pays dans les épreuves individuelles.
| Rang | Nation | Points |
| ---- | ------ | ------ |
| 01.  |        |        |
| 02.  |        |        |
| 03.  |        |        |
| 04.  |        |        |
| 05.  |        |        |
| 06.  |        |        |
| 07.  |        |        |
| 08.  |        |        |

| Rang | Nation | Points |
| ---- | ------ | ------ |
| 01.  |        |        |
| 02.  |        |        |
| 03.  |        |        |
| 04.  |        |        |
| 05.  |        |        |
| 06.  |        |        |
| 07.  |        |        |
| 08.  |        |        |

## Résultats

### Compétition féminine
| Étape | Date             | Épreuve                            | Vainqueur           | Deuxième             | Troisième          | Leader du classement |
| ----- | ---------------- | ---------------------------------- | ------------------- | -------------------- | ------------------ | -------------------- |
| 1     | 13 décembre 2019 | Gundersen individuel HS 100 / 5 km | Tara Geraghty-Moats | Gyda Westvold Hansen | Marte Leinan Lund  | Tara Geraghty-Moats  |
| 2     | 14 décembre 2019 | Mass-start HS 100 / 5 km           | Tara Geraghty-Moats | Taylor Henrich       | Jenny Nowak        | Tara Geraghty-Moats  |
| 3     | 15 décembre 2019 | Gundersen individuel HS 100 / 5 km | Tara Geraghty-Moats | Gyda Westvold Hansen | Stefaniya Nadymova | Tara Geraghty-Moats  |

| Étape | Date            | Épreuve                            | Vainqueur         | Deuxième            | Troisième          | Leader du classement |
| ----- | --------------- | ---------------------------------- | ----------------- | ------------------- | ------------------ | -------------------- |
| 4     | 25 janvier 2020 | Gundersen individuel HS 109 / 5 km | Marte Leinan Lund | Alexandra Glazunova | Stefaniya Nadymova | Tara Geraghty-Moats  |
| 5     | 26 janvier 2020 | Gundersen individuel HS 109 / 5 km | Marte Leinan Lund | Alexandra Glazunova | Sigrun Kleinrath   | Marte Leinan Lund    |

| Étape | Date           | Épreuve                           | Vainqueur         | Deuxième          | Troisième         | Leader du classement |
| ----- | -------------- | --------------------------------- | ----------------- | ----------------- | ----------------- | -------------------- |
| 6     | 8 février 2020 | Gundersen individuel HS 97 / 5 km | Épreuves annulées | Épreuves annulées | Épreuves annulées | Épreuves annulées    |
| 7     | 9 février 2020 | Gundersen individuel HS 97 / 5 km | Épreuves annulées | Épreuves annulées | Épreuves annulées | Épreuves annulées    |

| Étape | Date            | Épreuve                            | Vainqueur            | Deuxième            | Troisième     | Leader du classement |
| ----- | --------------- | ---------------------------------- | -------------------- | ------------------- | ------------- | -------------------- |
| 8     | 22 février 2020 | Gundersen individuel HS 109 / 5 km | Anju Nakamura        | Tara Geraghty-Moats | Lisa Hirner   | Tara Geraghty-Moats  |
| 9     | 23 février 2020 | Gundersen individuel HS 109 / 5 km | Gyda Westvold Hansen | Tara Geraghty-Moats | Anju Nakamura | Tara Geraghty-Moats  |

| Étape | Date         | Épreuve                           | Vainqueur           | Deuxième         | Troisième         | Leader du classement |
| ----- | ------------ | --------------------------------- | ------------------- | ---------------- | ----------------- | -------------------- |
| 10    | 11 mars 2020 | Gundersen individuel HS 97 / 5 km | Tara Geraghty-Moats | Lisa Hirner      | Marte Leinan Lund | Tara Geraghty-Moats  |
| 11    | 12 mars 2020 | Gundersen individuel HS 97 / 5 km | Tara Geraghty-Moats | Sigrun Kleinrath | Lisa Hirner       | Tara Geraghty-Moats  |

### Compétition mixte
| Date            | Épreuve                           | Vainqueur                                                                                  | Deuxième                                                                                | Troisième                                                                          |
| --------------- | --------------------------------- | ------------------------------------------------------------------------------------------ | --------------------------------------------------------------------------------------- | ---------------------------------------------------------------------------------- |
| 22 février 2020 | Épreuve par équipes mixtes HS 109 | Norvège- Aleksander Skoglund (de) - Mari Leinan Lund - Gyda Westvold Hansen - Simen Tiller | Autriche- Thomas Rettenegger (de) - Sigrun Kleinrath - Lisa Hirner - Stefan Rettenegger | Japon- Daimatsu Takehana (de) - Anju Nakamura - Ayane Miyazaki - Kodai Kimura (de) |

### Compétition masculine
| Étape | Date             | Épreuve                             | Vainqueur   | Deuxième          | Troisième                  | Leader du classement |
| ----- | ---------------- | ----------------------------------- | ----------- | ----------------- | -------------------------- | -------------------- |
| 1     | 13 décembre 2019 | Gundersen individuel HS 100 / 5 km  | Jakob Lange | Sindre Ure Søtvik | Leif Torbjørn Næsvold (de) | Jakob Lange          |
| 2     | 14 décembre 2019 | Mass-start HS 100 / 10 km           | Jakob Lange | Raffaele Buzzi    | Paul Gerstgraser           | Jakob Lange          |
| 3     | 15 décembre 2019 | Gundersen individuel HS 100 / 10 km | Jakob Lange | Paul Gerstgraser  | Leif Torbjørn Næsvold (de) | Jakob Lange          |

| Étape | Date                             | Épreuve                             | Vainqueur            | Deuxième         | Troisième             | Leader du classement |
| ----- | -------------------------------- | ----------------------------------- | -------------------- | ---------------- | --------------------- | -------------------- |
| 4     | 19 décembre 2019 11 janvier 2020 | Gundersen individuel HS 105 / 10 km | Harald Johnas Riiber | Simen Tiller     | Sindre Ure Søtvik     | Jakob Lange          |
| 5     | 20 décembre 2019 12 janvier 2020 | Gundersen individuel HS 105 / 10 km | Harald Johnas Riiber | Paul Gerstgraser | Jakob Eiksund Saethre | Jakob Lange          |

| Étape | Date            | Épreuve                             | Vainqueur            | Deuxième                | Troisième             | Leader du classement |
| ----- | --------------- | ----------------------------------- | -------------------- | ----------------------- | --------------------- | -------------------- |
| 6     | 18 janvier 2020 | Gundersen individuel HS 140 / 5 km  | Harald Johnas Riiber | Lars Ivar Skaarset (de) | Manuel Einkemmer (de) | Jakob Lange          |
| 7     | 18 janvier 2020 | Mass-start HS 140 / 10 km           | Épreuve annulée      | Épreuve annulée         | Épreuve annulée       | Jakob Lange          |
| 8     | 19 janvier 2020 | Gundersen individuel HS 140 / 10 km | Harald Johnas Riiber | Simen Tiller            | Sindre Ure Søtvik     | Jakob Lange          |

| Étape | Date            | Épreuve                             | Vainqueur               | Deuxième          | Troisième               | Leader du classement |
| ----- | --------------- | ----------------------------------- | ----------------------- | ----------------- | ----------------------- | -------------------- |
| 9     | 25 janvier 2020 | Gundersen individuel HS 109 / 10 km | Jakob Eiksund Saethre   | Sindre Ure Søtvik | Lars Ivar Skaarset (de) | Jakob Lange          |
| 10    | 26 janvier 2020 | Gundersen individuel HS 109 / 10 km | Lars Ivar Skaarset (de) | Lars Buraas (de)  | Andreas Skoglund        | Sindre Ure Søtvik    |

| Étape | Date             | Épreuve                             | Vainqueur               | Deuxième    | Troisième        | Leader du classement |
| ----- | ---------------- | ----------------------------------- | ----------------------- | ----------- | ---------------- | -------------------- |
| 11    | 1er février 2020 | Gundersen individuel HS 138 / 10 km | Lars Ivar Skaarset (de) | Jakob Lange | Paul Gerstgraser | Jakob Lange          |
| 12    | 2 février 2020   | Gundersen individuel HS 138 / 10 km | Lars Ivar Skaarset (de) | Jakob Lange | Simen Tiller     | Jakob Lange          |

| Étape | Date            | Épreuve                             | Vainqueur             | Deuxième       | Troisième          | Leader du classement |
| ----- | --------------- | ----------------------------------- | --------------------- | -------------- | ------------------ | -------------------- |
| 13    | 22 février 2020 | Mass-start HS 109 / 10 km           | Jakob Lange           | Simen Tiller   | Stefan Rettenegger | Jakob Lange          |
| 14    | 23 février 2020 | Gundersen individuel HS 109 / 10 km | Manuel Einkemmer (de) | Raffaele Buzzi | Lukas Runggaldier  | Jakob Lange          |

| Étape | Date        | Épreuve                             | Vainqueur   | Deuxième                | Troisième      | Leader du classement |
| ----- | ----------- | ----------------------------------- | ----------- | ----------------------- | -------------- | -------------------- |
| 15    | 7 mars 2020 | Gundersen individuel HS 130 / 10 km | Jakob Lange | Lars Buraas (de)        | Raffaele Buzzi | Jakob Lange          |
| 16    | 8 mars 2020 | Gundersen individuel HS 130 / 10 km | Jakob Lange | Kasper Moen Flatla (de) | Raffaele Buzzi | Jakob Lange          |

| Étape | Date         | Épreuve                            | Vainqueur   | Deuxième                | Troisième                | Leader du classement |
| ----- | ------------ | ---------------------------------- | ----------- | ----------------------- | ------------------------ | -------------------- |
| 17    | 11 mars 2020 | Gundersen individuel HS 97 / 10 km | Jakob Lange | Lars Buraas (de)        | Aleksander Skoglund (de) | Jakob Lange          |
| 18    | 12 mars 2020 | Mass-start 15 km / HS 97           | Jakob Lange | Lars Ivar Skaarset (de) | Simen Tiller             | Jakob Lange          |